# Fleggburgh
Fleggburgh is een civil parish in het bestuurlijke gebied Great Yarmouth, in het Engelse graafschap Norfolk met 948 inwoners.